# Campeonato Paraguayo de Fútbol 2007
El Campeonato Paraguayo de Fútbol 2007 fue el nonagésimo séptimo campeonato oficial de Primera División organizado por la APF. Se puso en marcha el 16 de febrero, y llegó a su fin el 14 de diciembre, con la participación de doce clubes. Este estuvo compuesto por tres etapas: el Torneo Apertura, que lo ganó Sportivo Luqueño; el Torneo Clausura, que se lo adjudicó Libertad; y la Final, en la que se enfrentaron estos dos equipos.
Se proclamó campeón, por 12.ma vez en su historia y segunda consecutiva, el Club Libertad.

## Sistema de competición
El modo de disputa implementado consiste en dos torneos cortos (Apertura y Clausura), independientes entre sí, con el sistema de todos contra todos a partidos de ida y vuelta, es decir a dos rondas compuestas por once jornadas cada una con localía recíproca. Se convierte en campeón de cada uno de los torneos el equipo que acumula la mayor cantidad de puntos al término de las 22 jornadas del certamen en juego. En caso de haberse producido igualdad entre dos contendientes, habrían definido el título en un partido extra. Si hubiera sido más de dos, se resuelve según los siguientes parámetros:
1) saldo de goles;
2) mayor cantidad de goles marcados;
3) mayor cantidad de goles marcados en condición de visitante;
4) sorteo.
Tras haber finalizado ambos torneos, se disputará una finalísima de ida y vuelta entre los ganadores del torneo Apertura y Clausura para definir al equipo campeón y subcampeón del año. Si un mismo equipo hubiera ganado ambos torneos, se consagraría campeón absoluto en forma automática, resultando subcampeón absoluto el ganador de un encuentro de ida y vuelta disputado por los subcampeones del torneo Apertura y Clausura.

## Producto de la clasificación

### Directo
- El torneo coronó al campeón número 97 en la historia de la Primera División de Paraguay.

- Este obtuvo a su vez el acceso a la llave principal de la próxima edición de la Copa Libertadores de América y de la siguiente edición de la Copa Sudamericana; mientras que el subcampeón obtuvo el acceso únicamente a la llave principal de la siguiente Copa Libertadores.

- Por medio de la combinación de puntos de los dos torneos cortos se concedieron un cupo para la fase preliminar de la Copa Libertadores y otro para la Copa Sudamericana, ambas a realizarse en 2008.

### Indirecto
- Sobre la base de sus promedios obtenidos en las últimas tres temporadas, fueron determinados el equipo descendido a Segunda División y el que debe jugar por la promoción de categoría.

## Relevo anual de clubes
| Ascendidos a la Primera División                        |
| ------------------------------------------------------- |
| Sol de América (Campeón de División Intermedia)         |
| Sportivo Trinidense (Subcampeón de División Intermedia) |

| Descendidos a División Intermedia   |
| ----------------------------------- |
| Fernando de la Mora (Peor promedio) |

## Equipos participantes
| Equipo              | Entrenador          | Fundación               | Ciudad               | Estadio                | Capacidad |
| ------------------- | ------------------- | ----------------------- | -------------------- | ---------------------- | --------- |
| 12 de Octubre       | Humberto Ovelar     | 14 de agosto de 1914    | Itauguá              | Juan Canuto Pettengill | 8.000     |
| 2 de Mayo           | Alicio Solalinde    | 6 de diciembre de 1935  | Pedro Juan Caballero | Río Parapití           | 25.000    |
| 3 de Febrero        | Juan E. Peralta     | 20 de noviembre de 1970 | Ciudad del Este      | Antonio Oddone Sarubbi | 28.000    |
| Cerro Porteño       | Javier Torrente     | 1 de octubre de 1912    | Asunción             | General Pablo Rojas    | 25.000    |
| Guaraní             | Miguel Zahzú        | 12 de octubre de 1903   | Asunción             | Rogelio Livieres       | 6.000     |
| Libertad            | Rubén Israel        | 30 de julio de 1905     | Asunción             | Dr. Nicolás Leoz       | 10.000    |
| Nacional            | Oscar Malbernat     | 5 de junio de 1904      | Asunción             | Arsenio Erico          | 4.000     |
| Olimpia             | Carlos Jara Saguier | 25 de julio de 1902     | Asunción             | Manuel Ferreira        | 15.000    |
| Sol de América      | Oscar Paulín        | 22 de marzo de 1909     | Villa Elisa          | Luis Alfonso Giagni    | 5.000     |
| Sportivo Luqueño    | Daniel Lanata       | 1 de mayo de 1921       | Luque                | Feliciano Cáceres      | 25.000    |
| Sportivo Trinidense | Cristóbal Maldonado | 11 de agosto de 1935    | Asunción             | Martín Torres          | 3.000     |
| Tacuary             | Vicente Quinto      | 10 de diciembre de 1923 | Asunción             | Roberto Bettega        | 7.000     |

El campeonato contó con la participación de doce equipos, en su gran mayoría pertenecientes al departamento Central.
Siete son de la capital del país, Asunción; en tanto que tres provienen de ciudades cercanas a ésta, Itauguá, Luque y Villa Elisa. Finalmente, dos se localizan en importantes capitales departamentales, casualmente limítrofes con Brasil: Ciudad del Este y Pedro Juan Caballero.
Los únicos clubes que nunca abandonaron esta categoría (también conocida como División de Honor) son tres: Olimpia, Guaraní y Cerro Porteño, completando 97, 96 y 91 participaciones, respectivamente.

### Distribución geográfica de los equipos
| Región                      | Cant. | Equipos                                                                      |
| --------------------------- | ----- | ---------------------------------------------------------------------------- |
| Distrito Capital            | 7     | Cerro Porteño, Guaraní, Libertad, Nacional, Olimpia, Sp. Trinidense, Tacuary |
| Departamento Central        | 3     | 12 de Octubre, Sp. Luqueño, Sol de América                                   |
| Departamento de Alto Paraná | 1     | 3 de Febrero                                                                 |
| Departamento de Amambay     | 1     | 2 de Mayo                                                                    |

## Cobertura televisiva
La empresa productora de contenido audiovisual, Teledeportes Paraguay, perteneciente al multimedios argentino Grupo Clarín, ha sido la acreedora exclusiva de los derechos de transmisión de los partidos del campeonato paraguayo de fútbol desde 1999. Emitió en vivo tres juegos por jornada a través del canal por cable Multicanal de Cablevisión, y el posterior resumen con lo mejor de cada encuentro por la señal de aire de Teledifusora Paraguaya S.A. (Canal 13).

## Torneo Apertura 2007
Se inició el viernes 16 de febrero y culminó el sábado 7 de julio. Este fue el primer certamen del año el cual otorgó a su ganador un cupo directo para la Copa Libertadores 2008. El formato de disputa fue el de todos contra todos, a partidos de ida y vuelta, con 22 fechas en juego. Resultó campeón el club Sportivo Luqueño, luego de 54 años sin título alguno.

### Clasificación
| Pos. | Equipos             | PJ | PG | PE | PP | GF | GC | Dif. | Pts. |
| ---- | ------------------- | -- | -- | -- | -- | -- | -- | ---- | ---- |
| 1.   | Sportivo Luqueño    | 22 | 14 | 5  | 3  | 45 | 22 | 23   | 47   |
| 2.   | Cerro Porteño       | 22 | 13 | 4  | 5  | 42 | 18 | 24   | 43   |
| 3.   | Libertad            | 22 | 11 | 7  | 4  | 30 | 16 | 14   | 40   |
| 4.   | Olimpia             | 22 | 10 | 8  | 4  | 29 | 21 | 8    | 38   |
| 5.   | 3 de Febrero        | 22 | 8  | 6  | 8  | 23 | 25 | -2   | 30   |
| 6.   | Nacional            | 22 | 6  | 8  | 8  | 25 | 23 | 2    | 26   |
| 7.   | Tacuary             | 22 | 7  | 5  | 10 | 20 | 32 | -12  | 26   |
| 8.   | Sportivo Trinidense | 22 | 6  | 6  | 10 | 24 | 39 | -15  | 24   |
| 9.   | Sol de América      | 22 | 5  | 8  | 9  | 19 | 29 | -10  | 23   |
| 10.  | 12 de Octubre       | 22 | 6  | 5  | 11 | 27 | 38 | -11  | 23   |
| 11.  | 2 de Mayo           | 22 | 4  | 9  | 9  | 24 | 32 | -8   | 21   |
| 12.  | Guaraní             | 22 | 3  | 7  | 12 | 26 | 39 | -13  | 16   |

### Máximos goleadores
| País      | Jugador              | Equipo           | Goles |
| --------- | -------------------- | ---------------- | ----- |
| Paraguay  | César Cáceres Cañete | Sportivo Luqueño | 13    |
| Paraguay  | Alejandro Da Silva   | Cerro Porteño    | 10    |
| Paraguay  | Cristian Ledesma     | Olimpia          | 10    |
| Paraguay  | Fabio Ramos          | Nacional         | 10    |
| Colombia  | Mauricio Molina      | Olimpia          | 9     |
| Argentina | Maxi Biancucchi      | Sportivo Luqueño | 8     |
| Uruguay   | Rodrigo López        | Libertad         | 8     |
| Paraguay  | Jorge Núñez          | Sportivo Luqueño | 8     |

## Torneo Clausura 2007
Se inició el viernes 3 de agosto y culminó el domingo 2 de diciembre. Este fue el segundo certamen del año el cual otorgó a su ganador un cupo directo para la Copa Libertadores 2008. El formato de disputa fue idéntico al del Torneo Apertura. Resultó campeón el club Libertad.

### Clasificación
| Pos. | Equipos             | PJ | PG | PE | PP | GF | GC | Dif. | Pts. |
| ---- | ------------------- | -- | -- | -- | -- | -- | -- | ---- | ---- |
| 1.   | Libertad            | 22 | 17 | 4  | 1  | 36 | 14 | 22   | 55   |
| 2.   | Cerro Porteño       | 22 | 15 | 4  | 3  | 52 | 21 | 31   | 49   |
| 3.   | Olimpia             | 22 | 11 | 5  | 6  | 33 | 23 | 10   | 38   |
| 4.   | Sol de América      | 22 | 9  | 7  | 6  | 32 | 24 | 8    | 34   |
| 5.   | Nacional            | 22 | 9  | 7  | 6  | 37 | 30 | 7    | 34   |
| 6.   | 12 de Octubre       | 22 | 7  | 5  | 10 | 23 | 29 | -6   | 26   |
| 7.   | Guaraní             | 22 | 6  | 7  | 9  | 24 | 27 | -3   | 25   |
| 8.   | Tacuary             | 22 | 6  | 7  | 9  | 25 | 29 | -4   | 25   |
| 9.   | Sportivo Trinidense | 22 | 5  | 9  | 8  | 15 | 18 | -3   | 24   |
| 10.  | Sportivo Luqueño    | 22 | 5  | 4  | 13 | 24 | 41 | -17  | 19   |
| 11.  | 3 de Febrero        | 22 | 5  | 4  | 13 | 21 | 41 | -20  | 19   |
| 12.  | 2 de Mayo           | 22 | 2  | 7  | 13 | 16 | 41 | -25  | 13   |

### Máximos goleadores
| País     | Jugador           | Equipo         | Goles |
| -------- | ----------------- | -------------- | ----- |
| Paraguay | Fabio Ramos       | Nacional       | 15    |
| Paraguay | Pablo Zeballos    | Sol de América | 15    |
| Paraguay | Jorge Achucarro   | Cerro Porteño  | 14    |
| Colombia | Vladimir Marín    | Libertad       | 13    |
| Paraguay | Roberto Gamarra   | Libertad       | 12    |
| Paraguay | Osvaldo Martínez  | Libertad       | 11    |
| Uruguay  | Martín García     | Olimpia        | 10    |
| Paraguay | Gilberto Palacios | Olimpia        | 9     |

## Final
Se disputaron dos partidos. El primero, el domingo, 9 de diciembre, en el Estadio Feliciano Cáceres del club Sportivo Luqueño, que terminó empatado en un tanto por bando. Y el definitorio, el viernes, 14 de diciembre, en el Estadio Defensores del Chaco, cuyo marcador final fue de 2 goles contra 0 a favor del equipo que lograría con esa victoria el título de Campeón Absoluto de la Temporada 2007: el club Libertad.
| 9 de diciembre de 2007, 18:00 (UTC-3) | Sportivo Luqueño | 1:1 (1:1) | Libertad       | Estadio Feliciano Cáceres, Luque                                      |                                                                       |
|                                       | Ortellado 1'     | Reporte   | Omar Pouso 39' | Asistencia: 7.560 espectadores Árbitro(s): Carlos Amarilla (Paraguay) | Asistencia: 7.560 espectadores Árbitro(s): Carlos Amarilla (Paraguay) |

| 14 de diciembre de 2007, 19:00 (UTC-3) | Libertad               | 2:0 (0:0) | Sportivo Luqueño | Estadio Defensores del Chaco, Asunción                                |                                                                       |
|                                        | Víctor Cáceres 48' 63' | Reporte   |                  | Asistencia: 8.094 espectadores Árbitro(s): Carlos Amarilla (Paraguay) | Asistencia: 8.094 espectadores Árbitro(s): Carlos Amarilla (Paraguay) |

| Libertad 12.º título |

## Clasificación para copas internacionales

### Puntaje acumulado
El puntaje acumulado de un equipo es la suma del obtenido en los torneos Apertura y Clausura del 2007. Este determinó al cierre de temporada la clasificación de los representantes de la APF en los torneos de Conmebol del año siguiente.
- Para la Copa Libertadores 2008 clasificaron tres. En la plaza número uno, el campeón del Torneo Apertura (Sportivo Luqueño). En la plaza número dos, el campeón del Torneo Clausura (Libertad). Ambos obtuvieron cupos para disputar directamente la fase de grupos. En la plaza número tres, el equipo con mayor puntaje acumulado, sin contar a los otros dos clasificados (Cerro Porteño). Este tuvo que disputar la primera fase para obtener un cupo para la fase de grupos.

- Para la Copa Sudamericana 2008 clasificaron dos. En la plaza número uno, el campeón absoluto del Torneo 2007 (Libertad). En la plaza número dos, el equipo con mayor puntaje acumulado, exceptuando a los clasificados a la Copa Libertadores (Olimpia).

Se tomó en cuenta la diferencia de goles en caso de paridad de puntos. 
| Copa | Pos. | Equipo              | PJ | PG | PE | PP | GF | GC | Dif. | Pts. |
| ---- | ---- | ------------------- | -- | -- | -- | -- | -- | -- | ---- | ---- |
|      | 1.   | Libertad            | 44 | 28 | 11 | 5  | 66 | 30 | 36   | 95   |
|      | 2.   | Cerro Porteño       | 44 | 28 | 8  | 8  | 94 | 39 | 55   | 92   |
|      | 3.   | Olimpia             | 44 | 21 | 13 | 10 | 62 | 44 | 18   | 76   |
|      | 4.   | Sportivo Luqueño    | 44 | 19 | 9  | 16 | 69 | 63 | 6    | 66   |
|      | 5.   | Nacional            | 44 | 15 | 15 | 14 | 62 | 53 | 9    | 60   |
|      | 6.   | Sol de América      | 44 | 14 | 15 | 15 | 51 | 53 | -2   | 57   |
|      | 7.   | Tacuary             | 44 | 13 | 12 | 19 | 45 | 61 | -16  | 51   |
|      | 8.   | 12 de Octubre       | 44 | 13 | 10 | 21 | 50 | 67 | -17  | 49   |
|      | 9.   | 3 de Febrero        | 44 | 13 | 10 | 21 | 44 | 66 | -22  | 49   |
|      | 10.  | Sportivo Trinidense | 44 | 11 | 15 | 18 | 39 | 57 | -18  | 48   |
|      | 11.  | Guaraní             | 44 | 9  | 14 | 21 | 50 | 66 | -16  | 41   |
|      | 12.  | 2 de Mayo           | 44 | 6  | 16 | 22 | 40 | 73 | -33  | 34   |

|                   |                                                                |
|                   | Clasificado a Copa Libertadores 2008 y Copa Sudamericana 2008. |
|                   | Clasificado a Copa Libertadores 2008.                          |
| Copa Sudamericana | Clasificado a Copa Sudamericana 2008.                          |

## Descenso y promoción de categoría

### Puntaje promedio
El promedio de puntos de un equipo es el cociente que se obtiene de la división de su puntaje acumulado en las últimas tres temporadas (seis torneos) por la cantidad de partidos que haya disputado durante dicho período. Este determinó, al cierre del torneo Clausura, el descenso a la Segunda División del equipo que finalizó en el último lugar del escalafón; como también al penúltimo que deberá enfrentar, por la promoción, al subcampeón del torneo Intermedia, perteneciente a la citada categoría inmediata inferior, para dirimir la división en la cual militará cada uno durante la temporada siguiente.
| Pos. | Equipos             | 2005 | 2006 | 2007 | Total | PJ  | Promedio |
| ---- | ------------------- | ---- | ---- | ---- | ----- | --- | -------- |
| 1.   | Cerro Porteño       | 72   | 92   | 92   | 256   | 120 | 2,133    |
| 2.   | Libertad            | 51   | 83   | 95   | 229   | 120 | 1,908    |
| 3.   | Nacional            | 57   | 53   | 60   | 170   | 120 | 1,417    |
| 3.   | Olimpia             | 44   | 50   | 76   | 170   | 120 | 1,417    |
| 5.   | Sportivo Luqueño    | 42   | 56   | 66   | 164   | 120 | 1,367    |
| 5.   | Tacuary             | 47   | 66   | 51   | 164   | 120 | 1,367    |
| 7.   | Sol de América      | -    | -    | 57   | 57    | 44  | 1,295    |
| 8.   | 3 de Febrero        | 56   | 36   | 49   | 141   | 120 | 1,175    |
| 9.   | Guaraní             | 51   | 42   | 41   | 134   | 120 | 1,117    |
| 10.  | 2 de Mayo           | -    | 58   | 34   | 92    | 84  | 1,095    |
| 11.  | 12 de Octubre       | 40   | 42   | 49   | 131   | 120 | 1,092    |
| 12.  | Sportivo Trinidense | -    | -    | 48   | 48    | 44  | 1,091    |

|  |                                |
|  | Disputó promoción.             |
|  | Descendido a Segunda División. |

### Promoción
Esta consiste en una serie eliminatoria de dos partidos, con localía recíproca, para dirimir la división del torneo en que deben jugar el año próximo el penúltimo colocado de la tabla de Puntaje promedio y el segundo de la categoría inmediata inferior. Las reglas establecían que, en caso de paridad en puntos al cabo de los encuentros, se considera la diferencia de goles. De haber persistido la igualdad, se debían ejecutar tiros desde el punto del penal.
| 8 de diciembre de 2007, 19:30 | General Díaz          | 2:1 (0:1) | 12 de Octubre | Estadio Manuel Ferreira, Asunción                                    |                                                                      |
|                               | Vera 48' · Yegros 84' | Reporte   | Bareiro 33'   | Asistencia: 1.916 espectadores Árbitro(s): Julio Quintana (Paraguay) | Asistencia: 1.916 espectadores Árbitro(s): Julio Quintana (Paraguay) |

| 15 de diciembre de 2007, 20:30 | 12 de Octubre                                       | 4:2 (2:2) | General Díaz     | Estadio Juan Canuto Pettengill, Asunción                              |                                                                       |
|                                | Notario 13' · Esteche 28' · Miranda 48' · Ortiz 51' | Reporte   | Yegros 19' 45+1' | Asistencia: 1.257 espectadores Árbitro(s): Carlos Amarilla (Paraguay) | Asistencia: 1.257 espectadores Árbitro(s): Carlos Amarilla (Paraguay) |

De esta forma, con un marcador global de 5:4, el 12 de Octubre se mantuvo en Primera División.